# Corrimento vaginal
Corrimento vaginal é uma mistura de líquido, células e bactérias que lubrifica e protege a vagina. Esta mistura é produzida de forma contínua pelas células da vagina e do colo do útero, sendo expelida do corpo pela abertura vaginal. A composição, quantidade e características do corrimento varia entre as mulheres e entre os vários estádios do desenvolvimento sexual e reprodutivo. O corrimento vaginal normal pode apresentar uma consistência de aquosa a viscosa, de cor transparente a branca. O corrimento normal pode ocorrer em grande volume, mas geralmente não apresenta odor intenso nem está associado a dor ou prurido.
Embora seja uma função normal do corpo, existem alterações no corrimento vaginal que podem ser um sinal de infeção ou de outros processos patológicos. As características dos corrimentos vaginais anormais variam em função da causa subjacente. Entre as alterações mais comuns estão alterações na cor, odor intenso e presença de sintomas associados, como comichão, irritação, dor pélvica ou dor durante as relações sexuais.
As infeções que podem causar alterações no corrimento vaginal incluem vulvovaginite por Candida, vaginose bacteriana, infeções sexualmente transmissíveis como clamídia, gonorreia, tricomoníase, vírus do papiloma humano ou herpes genital, infeção do colo do útero, ou ainda a presença de um objeto na vagina, como um tampão esquecido, duches vaginais ou vários atos sexuais, como contacto oral-vaginal ou anal-vaginal.